# Rimula californiana
Rimula californiana är en snäckart som beskrevs av S. S. Berry 1964. Rimula californiana ingår i släktet Rimula och familjen nyckelhålssnäckor. Inga underarter finns listade i Catalogue of Life.